# Antonín Kryl
Antonín Kryl (28. srpna 1932 Litovel – 24. září 2023 Praha) byl český architekt, ilustrátor knih o architektuře a výtvarném umění a příležitostný herec.

## Život
Antonín Kryl se narodil 28. srpna 1932 v Litovli. Vystudoval Vysokou školu uměleckoprůmyslovou v Praze, kde byl žákem architekta Pavla Smetany. Mezi jeho spolužáky patřil například Theodor Pištěk, na společných přednáškách s DAMU pak Luděk Munzar, Ladislav Smoček, Karolina Slunéčková nebo Milan Neděla.
Po studiích byl několik let zaměstnán v projekční kanceláři Projekta, v 60. letech pak začal působit na volné noze. Kromě architektonických návrhů se ve své profesní činnosti věnoval také propagační grafice (např. reklama pro Čedok) a návrhům instalací výstav (např. pro Muzeum hl. m. Prahy a Národní technické muzeum).
Zemřel 24. září 2023 v Praze.

## Architektura
Antonín Kryl byl členem České komory architektů. Mezi jeho architektonické realizace patří:
- administrativní budova Aero Vodochody (1960), která v roce 2018 prošla celkovou rekonstrukcí, nicméně se zachováním hlavních architektem navržených prvků[5][6]
- návrhy rekonstrukcí interiérů a interiérových doplňků sakrálních staveb zejména v regionu Vysočina - často ve spolupráci s provinciálem České provincie Tovaryšstva Ježíšova Vojtěchem Suchým
- dva rodinné domy ve městě Hořovice, návrh rodinného domu v Proboštově (nerealizováno)
- rekonstrukce venkovských objektů (např. statek v Řeporyjích), bytů a restaurací

## Ilustrace
Jako ilustrátor se Antonín Kryl věnoval zejména knihám o výtvarném umění a architektuře:
- Slabikář návštěvníků památek, autor Jaroslav Herout, Praha 1978 (1980, 1994)[7]
- Malý slovník výtvarného umění, autoři Raoul Trojan a Bohumír Mráz, Praha 1990 (1996)[8]

Krylovy architektonické ilustrace přebral také portál www.soupispamatek.cz.
Antonín Kryl ilustroval také částečně autobiografickou knihu Luďka Munzara ...když jsem to slíbil!, kde autor líčí zážitky z létání.

## Herecká kariéra

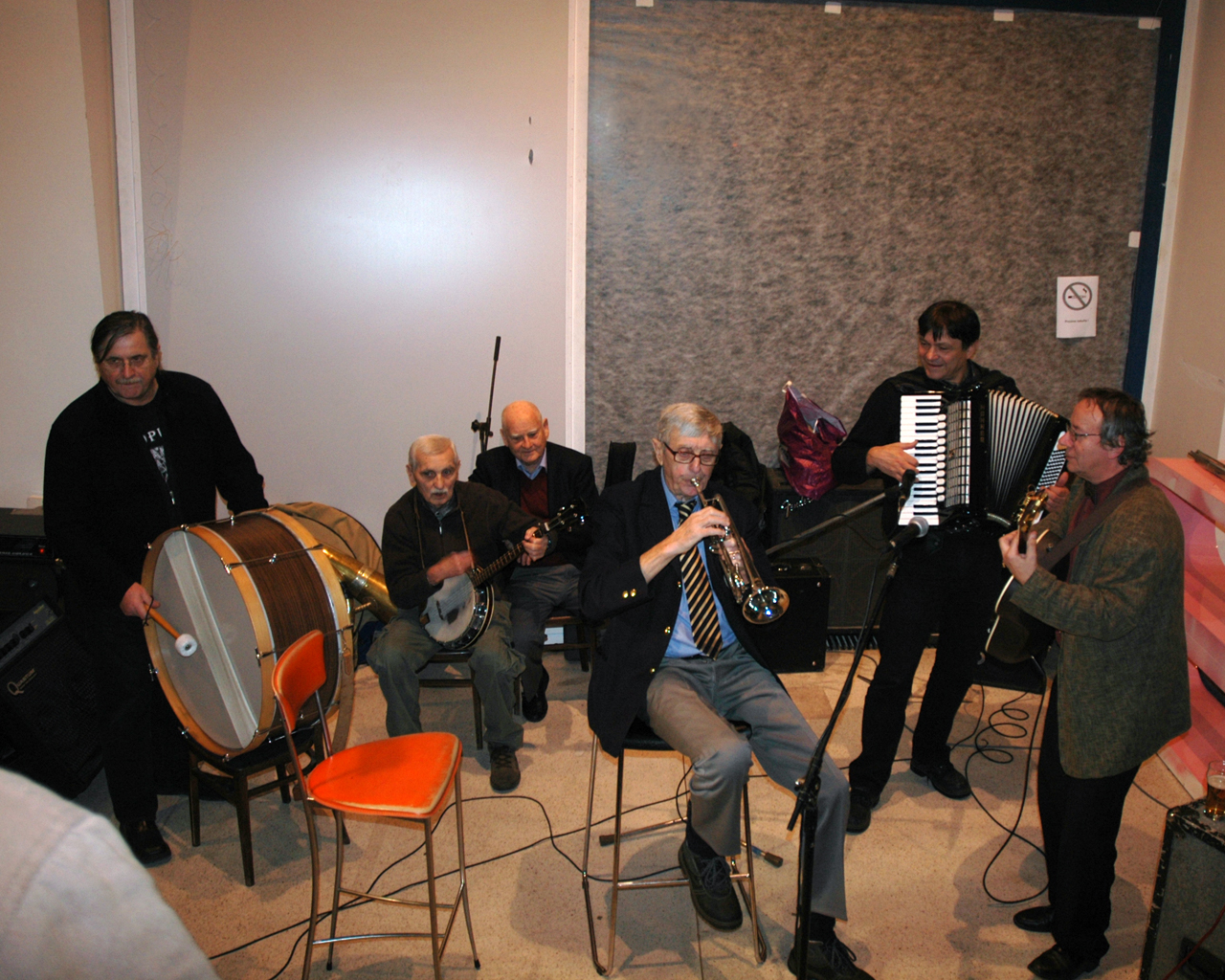
Hudebníci Palety vlasti - Antonín Kryl jako trumpetista uprostřed.

V letech 1966 – 71 hrál Antonín Kryl epizodní role v několika českých filmech:
- Transit Carlsbad (1966), režie Zbyněk Brynych – role člena basketbalového mužstva
- Zločin v šantánu (1968), režie Jiří Menzel – role přísedícího
- Směšný pán (1969), režie Karel Kachyňa – role asistenta
- Pěnička a Paraplíčko (1970), režie Jiří Sequens – role hudebníka
- Čtyři vraždy stačí, drahoušku! (1970), režie Oldřich Lipský – role Horace

V roce 2003 vystupoval v dokumentárním cyklu České televize Příběhy slavných v dílu Chlap má umřít v botách věnovaném herci a hudebníkovi Eugenu Jegorovovi.

## Člen Palety vlasti
Antonín Kryl byl od 60. let 20. století členem klubu Paleta vlasti a byl také kapelníkem hudební skupiny Palety vlasti.

## Člen Aeroklubu Beroun

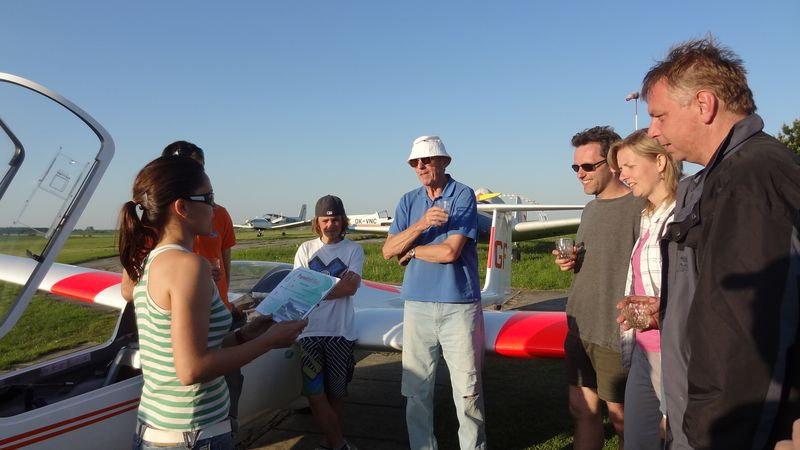
Slavnostní křest OK-0828 v AK Beroun, Antonín Kryl jako kmotr uprostřed.

Antonín Kryl byl členem Aeroklubu Beroun, působícím na Letišti Bubovice. Do roku 2012 byl aktivním pilotem kluzáku L-13 Blaník a VSO-10, od roku 2010 pak byl čestným členem klubu.
V roce 2012 se stal kmotrem nově zakoupeného kluzáku typu Schleicher ASK 21, který na počest data jeho narození (28. srpna) nese imatrikulaci OK-0828.